# Chajrat asz-Szatir
Muhammad Chajrat Sad Abd al-Latif asz-Szatir (ur. 4 maja 1950 w al-Mansurze) – egipski biznesmen i polityk, jeden z przywódców egipskiej gałęzi Stowarzyszenia Braci Muzułmanów.

## Życiorys

### Wczesna działalność
Jest synem zamożnego kupca. W wieku szesnastu lat należał do oddziału młodzieżówki Arabskiej Unii Socjalistycznej, egipskiej monopartii założonej przez Gamala Abdela Nasera, w rodzinnym mieście. Studia inżynierskie odbył na Uniwersytecie w Aleksandrii. W czasie nauki zerwał z dotychczasowymi poglądami naserowskimi; w 1968 uczestniczył w demonstracjach studenckich przeciwko prezydentowi Naserowi, za co został aresztowany i na dwa lata wcielony do wojska. Po odbyciu służby wrócił na studia, a po uzyskaniu stopnia magistra został wykładowcą uniwersytetu w Al-Mansurze. Najprawdopodobniej dopiero na początku lat 80. XX wieku związał się z Bractwem Muzułmańskim. W 1981 wyjechał z Egiptu w czasie represji przeciwko islamskiej opozycji przeprowadzonych przez prezydenta Anwara as-Sadata. Żył w Wielkiej Brytanii. Wrócił do Egiptu już po śmierci as-Sadata i od połowy lat 80. był ponownie aktywny w strukturach Bractwa Muzułmańskiego, gdzie stopniowo zyskiwał coraz silniejszą pozycję. W 1995 stanął na czele sekcji organizacji w aglomeracji kairskiej.

### Działalność w Bractwie Muzułmańskim za rządów Husniego Mubaraka
Równocześnie z pracą dla organizacji prowadził działalność gospodarczą, zakładając przedsiębiorstwa w różnych gałęziach przemysłu (wytwórstwo mebli, produkcja samochodów i traktorów, wytwarzanie środków chemicznych, firmy konsultingowe). W miarę wzrostu jego majątku rosły również jego wpływy w Stowarzyszeniu Braci Muzułmanów, zwłaszcza po tym, gdy Najwyższym Przewodnikiem został Muhammad Mahdi Akif, który praktycznie oddał kontrolę nad finansami Bractwa w ręce asz-Szatira.
W 2006 został skazany przez sąd wojskowy na siedem lat więzienia za pranie brudnych pieniędzy. Według niektórych źródeł asz-Szatir trafił do więzienia, gdyż wbrew wcześniejszej nieformalnej ugodzie z władzami kraju nie ograniczył liczby związanych z Bractwem Muzułmańskim kandydatów w wyborach parlamentarnych w 2005. Karę odbywał w więzieniu Tora w Kairze; miał możliwość prowadzenia swoich interesów w czasie odbywania wyroku. Został zwolniony w 2011, miesiąc po rewolucji w Egipcie, która odsunęła od władzy Husniego Mubaraka.

### Po rewolucji r. 2011
W 2011 wskazywany był jako najbardziej wpływowy działacz Bractwa Muzułmańskiego, przewyższający pod tym względem nawet jego Najwyższego Przewodnika Muhammada Badiego.
Wbrew zapowiedziom Bractwa Muzułmańskiego, iż organizacja nie wystawi kandydata w wyborach prezydenckich w 2012, w końcu marca tego roku przedstawiciele organizacji poinformowali, że mają zamiar wysunąć kandydaturę Chajrata asz-Szatira. Aby móc kandydować, asz-Szatir zrezygnował z funkcji zastępcy Najwyższego Przewodnika Bractwa. Nie został jednak dopuszczony do startu w wyborach z uwagi fakt, iż był wcześniej karany. Prezydentem Egiptu został ostatecznie inny wywodzący się z Bractwa Muzułmańskiego polityk Muhammad Mursi, jednak asz-Szatir postrzegany był jako szara eminencja w czasie sprawowania przez niego władzy.
Mursi został odsunięty od władzy drogą wojskowego zamachu stanu 3 lipca 2013, co nastąpiło po kilkumiesięcznych protestach przeciwko jego polityce. Bractwo Muzułmańskie nie pogodziło się z tym faktem i przystąpiło do organizacji własnych protestów. Trzy dni później asz-Szatir został aresztowany pod zarzutem podżegania do przemocy razem z innymi czołowymi działaczami organizacji.